# Edgar Allan Poe National Historic Site
Pour les articles homonymes, voir Poe et Edgar Allan Poe (homonymie).
Le Edgar Allan Poe National Historic Site est un site historique de la ville de Philadelphie, sur la côte est des États-Unis. Il s'agit d'une maison louée par l'écrivain américain Edgar Allan Poe durant son séjour dans cette ville, qui dura de 1838 à 1844. Elle est située au 532 N. Seventh Street, au coin de Spring Garden Street.

## Séjour de Poe à Philadelphie
Poe a vécu dans plusieurs demeures de Philadelphie, notamment sur Arch Street (en), sur Sixteenth Street (près de Locust (en)) et sur Coates Street (près de Twenty-Fifth Street). Durant son séjour à Philadelphie, Poe a publié plusieurs de ses œuvres les plus renommées, comme Le Cœur révélateur, Double assassinat dans la rue Morgue et Le Scarabée d'or. Cette période est considérée comme la plus prolifique de sa carrière. En tout, Poe a publié 31 histoires durant ce séjour, ainsi qu'un grand nombre d'articles de critique littéraire, en particulier sa recension de Barnaby Rudge, le roman de Charles Dickens, en février 1841. En analysant le roman, qui lui a inspiré plus tard le poème Le Corbeau, il a correctement prédit la conclusion du roman avant la parution du dernier feuilleton. Dickens se serait exclamé : « Cet homme doit être le diable ». Les cinq années que Poe a passé dans cette ville ont été considérées comme les plus heureuses de sa vie.

## Histoire de la maison
Le Site historique Edgar Allan Poe est la seule des demeures où l'auteur américain a vécu durant son séjour à Philadelphie qui existe encore. Il est situé dans l'ancien Spring Garden district (en), au nord de Philadelphie. Poe l'a louée au début de 1843 et y  a vécu, pense-t-on, au moins un an avec son épouse Virginia et sa tante et belle-mère Maria Clemm. On ignore la date de leur installation dans cette maison, qui était alors à l'angle de Seventh Street et de Brandywine Alley (qui n'existe plus), mais on pense que c'était avant juin. Dans une lettre à James Russell Lowell datée du 20 juin 1843, Poe l'invite à venir lui rendre visite : « Mon adresse est 234 North Seventh St., au-dessus de Spring Garden, West Side ». Les spéculations pour tenter de déterminer quels poèmes et histoires ont été écrits dans cette maison sont invérifiables, mais on pense à Souvenirs de M. Auguste Bedloe, Le Canard au ballon et Eulalie (en).
Le voisinage se compose alors en grande partie de quakers. La décision de la famille peut avoir été motivée par la santé de Virginia, qui souffre de la tuberculose. Sa mère, Maria Clemm, s'occupe de la maison pour la petite famille. Un voisin a raconté, plus tard : « Mrs. Clemm était toujours occupée. Je l'ai vue des matins nettoyant la cour de devant, lavant les fenêtres et le perron, et toujours blanchissant les palissades. Vous remarquerez combien tout était propre et ordonné ». Un visiteur a décrit la maison comme étant plus petite qu'un appentis. Poe a eu parfois des difficultés à payer le loyer, même si le propriétaire, un plombier, était tolérant sur ce point. La famille a déménagé la première semaine d'avril 1844 pour s'installer à New York.
D'autres familles ont vécu dans cette demeure après le départ des Poe jusqu'à ce qu'elle soit achetée par Richard Gimbel, fils du fondateur du grand magasin Gimbels, en 1933. Grand admirateur de Poe, celui-ci a rénové la demeure et en a fait un musée. Suivant ses dernières volontés, la propriété a été cédée ensuite à la ville de Philadelphie, avant de passer en 1978 au National Park Service, qui l'a rouverte en 1980.

## La maison aujourd'hui
Le site comprend l'ancienne résidence de Poe et deux adjacentes qui n'ont été bâties qu'après le départ de Poe. Les chambres ont été laissées en l'état, sans chercher à revenir à l'état qui était le leur au temps de Poe. Les résidences voisines comprennent une aire d'accueil, une boutique, une salle de projections, et plusieurs expositions. Le site comporte également une salle de lecture dont la décoration est basé sur les théories exprimées par Poe dans La Philosophie de l'ameublement. Cette pièce, la seule du site à être décorée dans le goût du XIXe siècle, ne fait pas partie de la maison originale de Poe et n'a pas pour but de suggérer que Poe avait une chambre décorée de la même façon. La chambre abrite un recueil complet des œuvres de Poe, y compris les textes critiques et les interprétations audio de ses ouvrages. Une statue installée à l'extérieur représente un grand corbeau, incarnant l'un des plus fameux poèmes de Poe, Le Corbeau (1845). La cave ressemble à celle qui est décrite dans Le Chat noir (1843), lui aussi écrit durant le séjour de Poe à Philadelphie. Bien que la maison ne comprenne pas d'élément ayant appartenu à la famille Poe, un grand nombre ont été rassemblés à la Free Library of Philadelphia.
Le site est affilié au Parc national historique de l'indépendance. La maison est ouverte au public du mercredi au dimanche de neuf heures à 17 heures, avec une visite guidée chaque heure ou semi-guidée à tout moment. L'entrée est gratuite. L'adhésion aux Amis de la Société Poe, qui organisent également des évènements tout au long de l'année, aide à l'entretien de la maison.

## Galerie photo

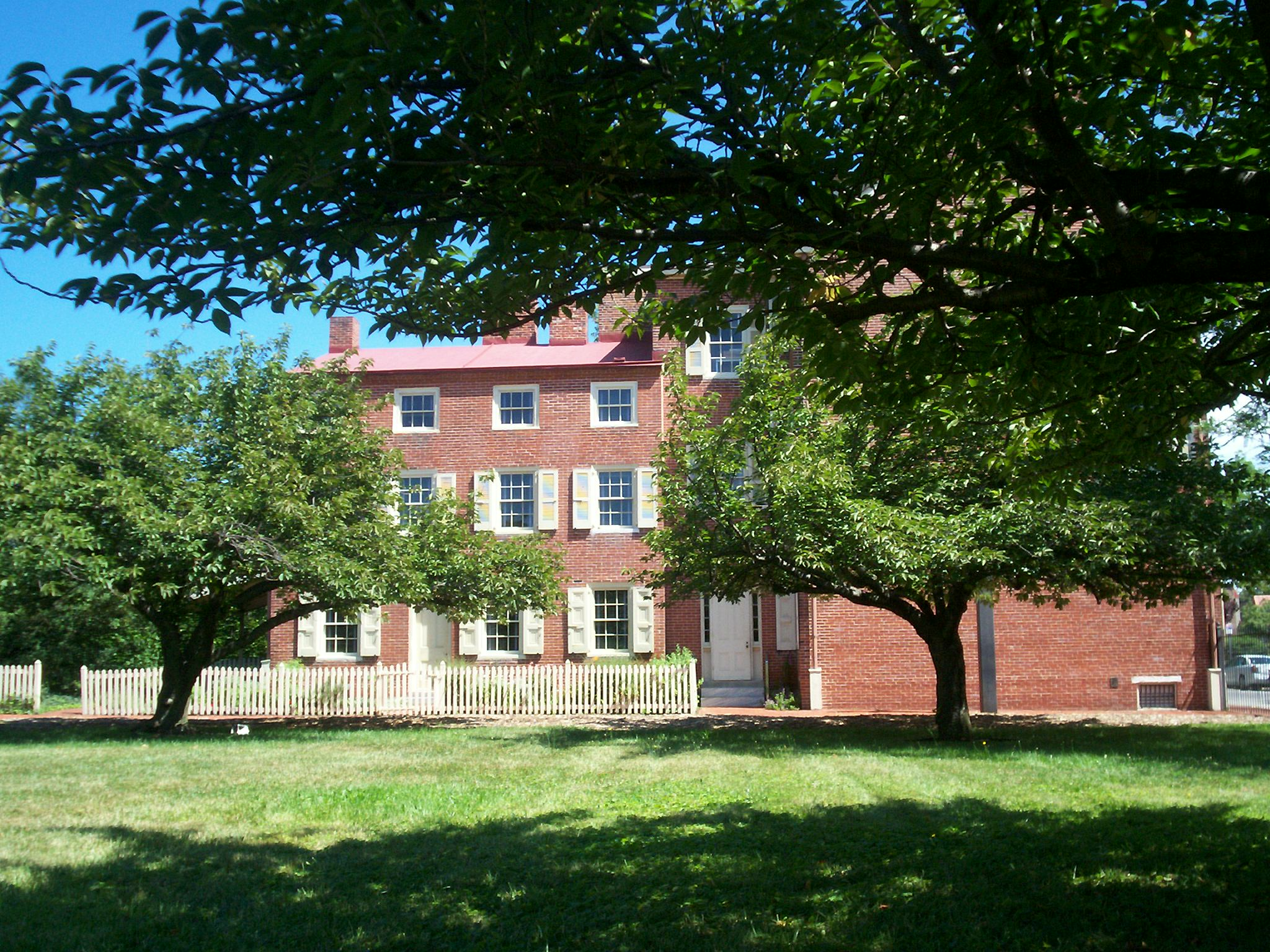
530-532 N. 7th St., Philadelphie (États-Unis)
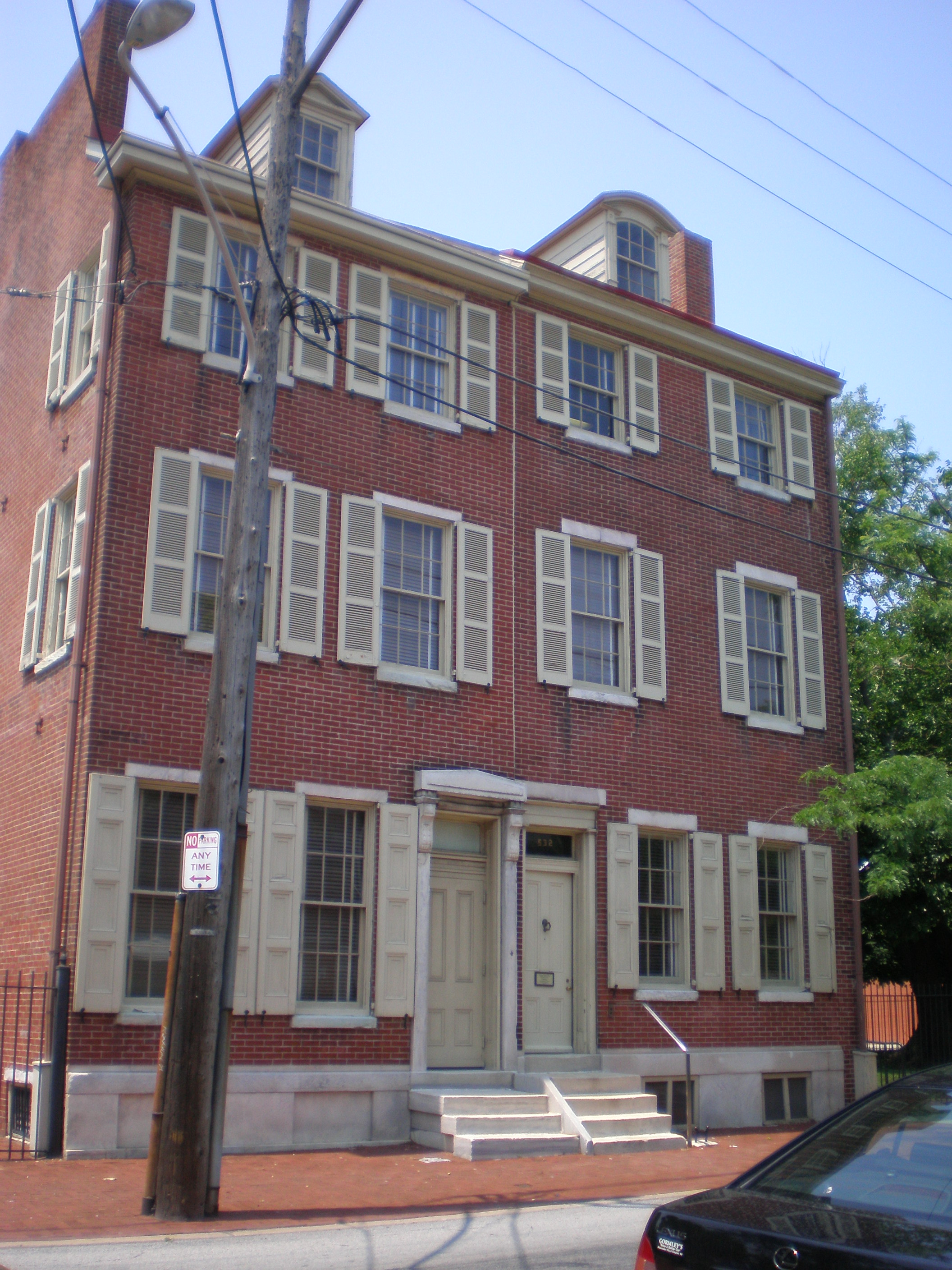
Vue su Site historique Poe sur 7th Street. L'entrée des visiteurs la porte de droite.
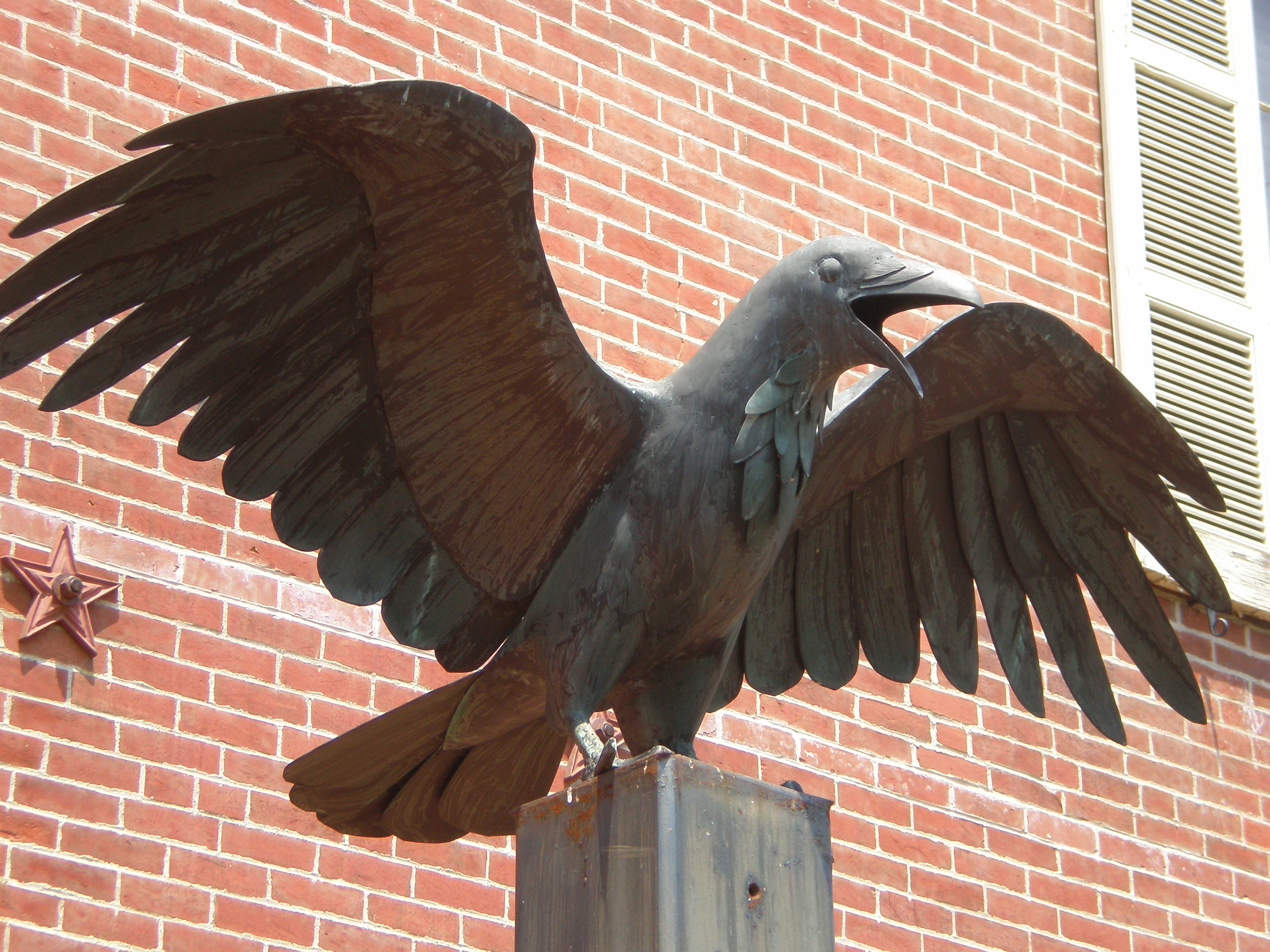
Détail de la statue du corbeau, à l'extérieur du bâtiment.
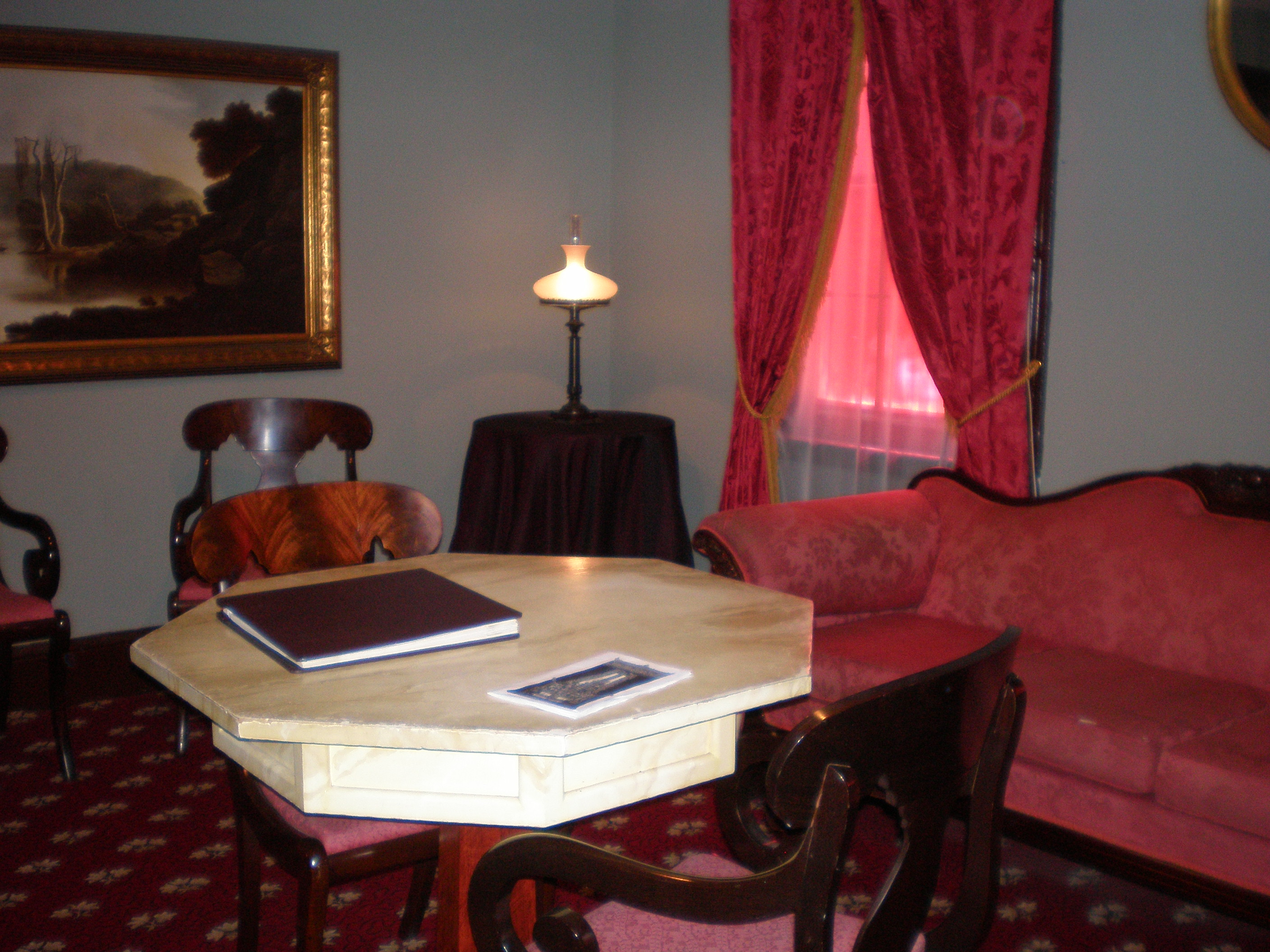
La salle de lecture du Poe National Historic Site, décorée suivant l'essai de Poe La Philosophie de l'ameublement.

### Sources
: document utilisé comme source pour la rédaction de cet article.
- (en) Cet article est partiellement ou en totalité issu de l’article de Wikipédia en anglais intitulé « Edgar Allan Poe National Historic Site » (voir la liste des auteurs).
- Eugene Ehrlich et Gordon Carruth, The Oxford Illustrated Literary Guide to the United States, New York, Oxford University Press, 1982, 464 p. (ISBN 0-19-503186-5).
- Irvin Haas, Historic Homes of American Authors, Washington, The Preservation Press, 1991, 208 p. (ISBN 0-89133-180-8).
- Jeffrey Meyers, Edgar Allan Poe : His Life and Legacy, Cooper Square Press, 1992, 348 p. (ISBN 0-8154-1038-7, lire en ligne).
- Mark Neimeyer et Kevin J. Hayes (éd.), The Cambridge Companion to Edgar Allan Poe, Cambridge University Press, 2002 (ISBN 0-521-79727-6), « Poe and popular culture », p. 211–212.
- Ellis Paxson Oberholtzer, The Literary History of Philadelphia, Philadelphie, George W. Jacobs & Co., 1906, 556 p. (ISBN 1-932109-45-5).
- (en) Arthur Hobson Quinn, Edgar Allan Poe : A Critical Biography, Baltimore, The Johns Hopkins University Press, 1998, 804 p. (ISBN 0-8018-5730-9, lire en ligne).
- (en) Kenneth Silverman, Edgar A. Poe : Mournful and Never-ending Remembrance, New York, Harper Perennial, 1991, 564 p. (ISBN 0-06-092331-8).